# Кушкувак
Кушкувак — деревня в Дрожжановском районе Татарстана. Входит в состав Чувашско-Дрожжановского сельского поселения.

## География
Находится в юго-западной части Татарстана, в 5 км к западу от районного центра — села Старое Дрожжаное, в верховьях речки Малая Цильна.

## История
Основана в XVII веке.
В XVIII – первой половине XIX века жители относились к сословию государственных крестьян. Их основные занятия в этот период – земледелие и скотоводство.
В «Списке населенных мест по сведениям 1859 года», изданном в 1863 году, населённый пункт упомянут как лашманская деревня Кошкувай 1-го стана Буинского уезда Симбирской губернии. Располагалась на левом берегу вершины реки Цыльны, по левую сторону коммерческого тракта из Буинска в Алатырь, в 64 верстах от уездного города Буинска и в 27 верстах от становой квартиры во владельческой деревне Малая Цыльна. В деревне, в 36 дворах проживали 358 человек (189 мужчин и 169 женщин), была мечеть.
В начале XX века в деревне были мечеть, медресе. Земельный надел сельской общины составлял 521,8 десятины.
До 1920 года деревня входила в Дрожжановскую волость Буинского уезда Симбирской губернии. С 1920 года в составе Буинского кантона ТАССР. С 10 августа 1930 года в Дрожжановском, с 1 февраля 1963 года в Буинском, с 30 декабря 1966 года в Дрожжановском районах.
В 1931 году в деревне организован колхоз «Тан», с 1993 года – коллективное предприятие «Родина», с 2004 года в составе агрофирмы «Заря», в 2011 года земли бывшего колхоза перешли в распоряжение общества с ограниченной ответственностью «Ак Барс Дрожжаное».

## Население
| 1859 | 1880 | 1897 | 1913 | 1920 | 1926 | 1938 | 1949 | 1958 | 1970 | 1979 | 1989 | 2002 | 2010 | 2018 |
| ---- | ---- | ---- | ---- | ---- | ---- | ---- | ---- | ---- | ---- | ---- | ---- | ---- | ---- | ---- |
| 358  | 422  | 513  | 654  | 507  | 360  | 392  | 311  | 181  | 226  | 156  | 20   | 2    | 2    | 1    |

Национальный состав деревни — татары.